# Bryum gemmiparum
Bryum gemmiparum là một loài rêu trong họ Bryaceae. Loài này được De Not. mô tả khoa học đầu tiên năm 1866.